# Oded Machnes
Oded Machnes (עודד מכנס; Natanya, 8 giugno 1956) è un ex calciatore israeliano, di ruolo attaccante.

## Carriera
Fu per quattro volte capocannoniere del campionato israeliano (1975-1976, 1978-1979, 1981-1982, 1982-1983) e per tre volte calciatore israeliano dell'anno (1978, 1982, 1983).

## Palmarès

### Giocatore

#### Club
- Campionato israeliano: 4

Maccabi Natanya: 1973-1974, 1977-1978, 1979-1980, 1982-1983
- Coppa d'Israele: 1

Maccabi Natanya: 1977-1978

#### Individuale
- Capocannoniere del campionato israeliano: 4

1975-1976 (21 reti), 1978-1979 (18 reti), 1981-1982 (26 reti), 1982-1983 (22 reti)